# Skirlie
Skirlie es un plato escocés, elaborado con harina de avena frita con grasa, cebollas y condimentos. Por lo general es utilizado como base del white pudding, también se sirve como guarnición o puede utilizarse como relleno para pollo u otras aves. Para la fritura se utiliza manteca, sebo vacuno o mantequilla.